# Clab
Denna artikel handlar om en kärnbränsleanläggning. För Coop Logistik AB, se Cikab.
Centralt mellanlager för använt kärnbränsle (Clab)  ägs och drivs av Svensk Kärnbränslehantering (SKB). Det ligger strax norr om Oskarshamn i anslutning till Oskarshamns kärnkraftverk (OKG). Det öppnades 1985. Här mellanlagras allt använt kärnbränsle som producerats i Sverige. Bränslet skall senare flyttas till ett slutförvar när ett sådant finns färdigbyggt någonstans i Sverige. I juni 2023 fanns det drygt 7 750 ton använt kärnbränsle i Clab.

## Hanteringskedja
Efter att det använda kärnbränslet plockats ut ur någon av de svenska kärnreaktorerna förvaras bränslet i minst nio månader i bassänger på kärnkraftverket men ibland betydligt längre. Bränslet innehåller efter att det plockats ur reaktorn en rad olika radioaktiva ämnen och ibland flera olika radioaktiva isotoper av samma ämne. Dessa olika isotoper har olika halveringstid, allt ifrån sekundskala för vissa till tiotusentals år eller mer för andra. Under dessa nio månader hinner därför de kortlivade isotoperna (med kort halveringstid) till stor del försvinna. Det utbrända bränslet avger också viss värme beroende på radioaktiviteten. Upp till omkring 90 procent av aktiviteten kan försvinna under de nio månaderna. 
Därefter transporteras bränslet till Clab i speciella behållare. Dessa behållare är specialkonstruerade för att skärma av strålningen och de skall även kunna stå emot stora mekaniska påfrestningar ifall något skulle hända utan att strålskärmningen skall skadas. Behållarna transporteras mellan de olika kärnkraftverken och Clab med det specialbyggda fartyget M/S Sigrid, undantaget Oskarshamns kärnkraftverk, som kör sina behållare direkt till Clab eftersom det ligger alldeles bredvid. Själva transporten av bränslet sker torr, det vill säga det finns inget vatten i transportbehållarna. Eftersom bränslet avger värme så kan det under transporten bli flera hundra grader varmt inuti behållarna.
Efter ankomst till Clab kyls bränslet ner till normal temperatur och behållarna vattenfylls. Därefter sänks behållarna helt ner i vatten. All fortsatt hantering av bränslet sker helt under vatten eftersom vatten är en god strålskärm och dessutom kyler vattnet bränslet så att det inte blir varmare än vattnet runt omkring. Med hjälp av olika specialmaskiner flyttas nu bränslet i flera steg från transportbehållaren till de underjordiska förvaringsbassänger som finns under Clab.

## Förvaring
Clab är inte avsett för slutförvaring av det uttjänta bränslet utan skall endast vara ett mellanlager innan bränslet kommer att transporteras till ett slutförvar. Förvaringen av det högaktiva materialet sker i stora vattenfyllda bassänger, cirka 50 meter under markytan. I bassängerna förvaras allt utbränt kärnbränsle från svenska kärnkraftverk. Dessutom finns det bränsle från alla olika svenska forsknings- och försöksreaktorer från 1950-talet och framåt. Undantaget är några ton bränsle från några tidiga forskningsreaktorer. Bland annat finns det bränsle som på grund av dess mycket avvikande egenskaper från vanligt kärnbränsle inte kunde tas om hand i Clab. Detta bränsle har genom byteshandel utomlands bytts ut till bränsle av en typ som man i Sverige kunde ta hand om. 
Sommaren 2011 fanns drygt 5 300 ton använt kärnbränsle förvarat i Clab. Förutom själva bränslet förvaras även andra högaktiva komponenter från reaktorernas innandöme, till exempel uttjänta styrstavar. Lagringen av radioaktivt material som inte klassas som högaktivt (det vill säga låg- och mellanaktivt material) förvaras inte på Clab, utan det slutförvaras på SKB:s anläggning i Forsmark, Slutförvar för radioaktivt driftavfall (SFR).
Eftersom det använda bränslet avger värme måste vattnet i bassängerna kylas kontinuerligt. Den samlade värmemängden varierar på så sätt att hittills (2020) har endast tillförsel och ingen bortförsel av bränsle skett, varför den lagrade mängden bränsle hela tiden ökar. Samtidigt så minskar värmeutvecklingen med tiden vilket minskar avgiven värme från "äldre" bränsle. Sommaren 2011 var den samlade värmeavgivningen cirka 5 MW. Kylkapaciteten är (2006) 8,5 MW och kan utökas om sammansättning och mängder av bränsle i framtiden skulle förändras väsentligt.
I februari 2021 larmade Vattenfalls produktionschef om att lagret börjar bli fullt. Då fanns 7 300 ton kärnbränsle i lagret. Enligt SKB finns tillstånd för 8 000 ton som man vill utöka till 11 000 ton.